# Kampf um Debalzewe
Koordinaten: 48° 20′ 0″ N, 38° 25′ 0″ O
Der Kampf um Debalzewe war ein im Januar und Februar 2015 vier Wochen andauernder Kampf um die 25.000 Einwohner zählende Stadt Debalzewe im Donbass in der Ukraine. Er entwickelte sich im Rahmen des Ukraine-Kriegs seit 2014 zwischen ukrainischen Truppen und den Milizen, die für die international nicht anerkannten Volksrepubliken Donezk und Lugansk kämpften, sowie verdeckten Streitkräften Russlands. Er fand teilweise parallel zu und auch noch nach dem Abschluss des Abkommens Minsk II statt und endete mit einer Niederlage für die Ukraine.

## Vorgeschichte

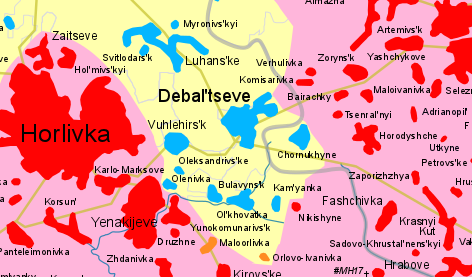
Lage nach Minsk I. Blau: Regierungskontrolle; rot: Von bewaffneten Regierungsgegnern kontrollierte Ortschaften der Ukraine.
Man beachte die ausgesetzt-keilförmige Lage des gelben Sektors.

In der ersten Jahreshälfte 2014 wurde Debalzewe von bewaffneten Milizen besetzt, die sich nach der Bildung einer Übergangsregierung in der Ukraine mit russischer Unterstützung gebildet hatten. In einer Offensive im Sommer 2014 erkämpfte die ukrainische Armee das Gebiet zurück, das seitdem einen Keil zwischen den proklamierten Volksrepubliken Donezk und Lugansk im Osten der Ukraine bildete und die direkte Fernstraßen- und Bahnverbindung zwischen den sogenannten Volksrepubliken unterbrach.
Da sich in Debalzewe ein für die Region wichtiger Bahnhof an der Bahnverbindung zwischen Donezk und Luhansk befindet und dort auch die beide Städte verbindende Fernstraße M 04 verläuft, war die Stadt von strategischer Bedeutung.

## Kampf 2015

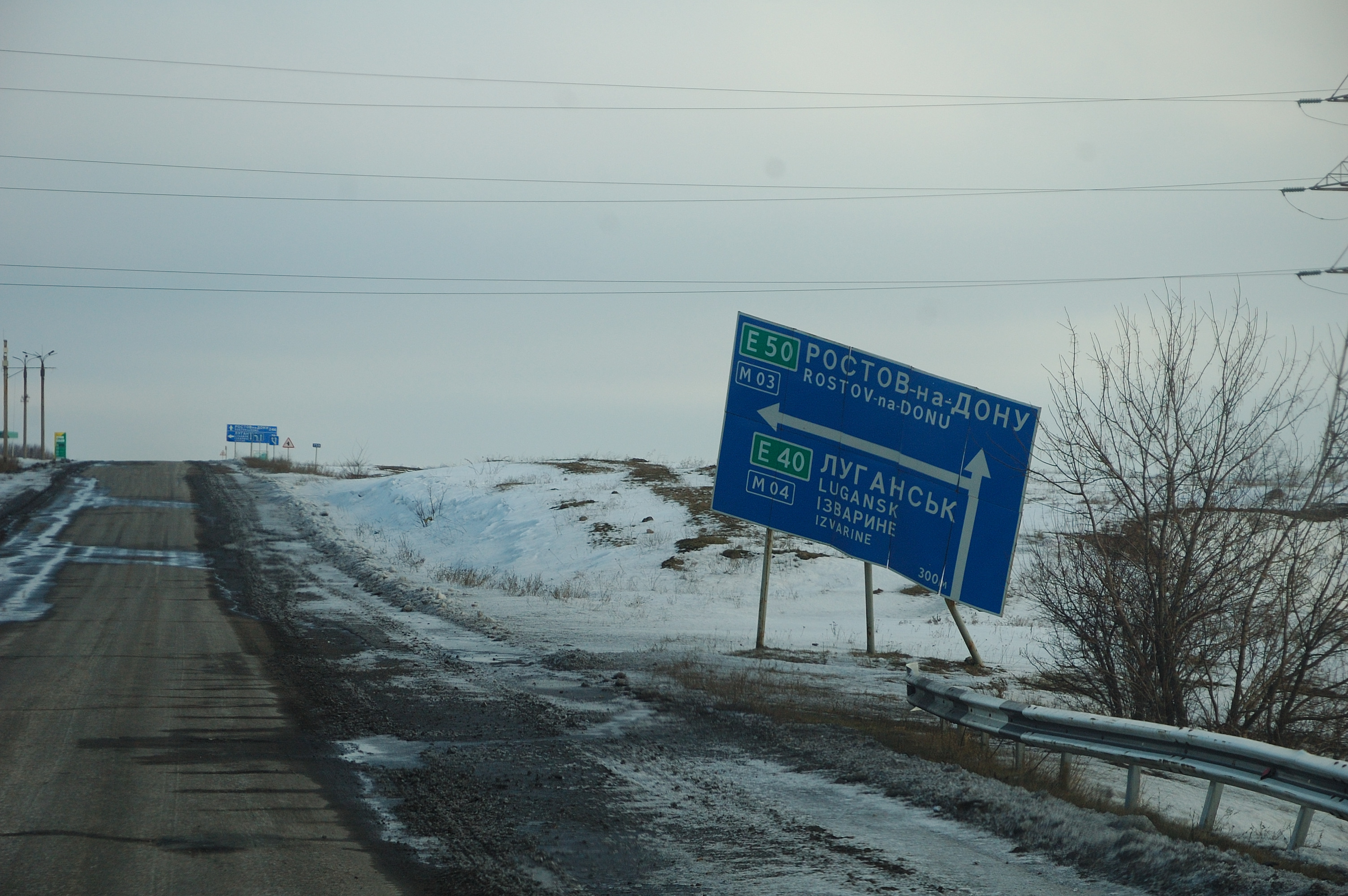
Strategisch wichtige Fernstraßenkreuzung bei Debalzewe Ende Januar 2015

Rückzug aus dem Kessel von Debalzewe

Der Ort Debalzewe liegt etwa auf halber Strecke an der Staatsstraße M 04 zwischen Donezk und Luhansk. Nach Norden führt die Staatsstraße M 03 nach Bachmut (ehemals Artemiwsk), die bis Februar 2015 unter ukrainischer Kontrolle war.  Ab Januar 2015 griffen die feindlichen Truppen die Regierungstruppen an der M 03 mit schweren Waffen an und es drohte die Einschließung.
Am 5. Februar meldeten die regierungsfeindlichen Kräfte die Eroberung von Wuhlehirsk, und am 9. Februar die des an der M 03 liegenden Dorfes Lohwynowe (Логвинове ⊙). Am 17. Februar 2015, also am dritten Tag nach dem offiziellen Beginn der in „Minsk II“ ausgehandelten Waffenruhe, drangen Bewaffnete in den Ort ein. Nachdem mehreren tausend Soldaten der ukrainischen Streitkräfte die vollständige Einkesselung drohte, verließen sie unter weiterem Beschuss der prorussischen Milizen die Stadt in Richtung Bachmut, unter Zurücklassung von Teilen ihres Materials.
Am 18. Februar gab der Präsident der Ukraine Petro Poroschenko den Rückzug der ukrainischen Armee aus der Stadt bekannt, die seither unter Kontrolle der Milizen steht. Von den ukrainischen Soldaten, denen die Einkreisung drohte, starben mehr als 100 beim Rückzug bzw. Durchbruch durch Umzingelung.
Bei den Kämpfen kamen auch Kampfpanzer vom Typ T-72 der Russischen Streitkräfte zum Einsatz. Die Besatzungen bestanden aus russischen Soldaten, die wussten, dass es zum Kampf in der Ukraine geht, als ihre Gruppen zusammengestellt worden waren.

## Rechtliche Einordnung
Der Angriff und die Eroberung war eine doppelte Verletzung seitens der prorussischen Milizen, und zwar sowohl des Minsk-I-Abkommens als auch des aktuell ausgehandelten Minsk-II-Abkommens, welches das abtrünnige Gebiet auf den Umfang vom 16. September 2014 festgelegt hat.
Zu diesem Zeitpunkt gehörte Debalzewe erstens nicht zum von der sogenannten „Volksrepublik Donezk“ besetzten Gebiet. Zweitens bestand zum Zeitpunkt der Eroberung schon seit mehreren Tagen mit Minsk II ein bereits in Kraft getretener Waffenstillstand, der von den Rebellenmilizen ignoriert wurde.
Gemäß ukrainischen Quellen wurde im Kampf auch das System TOS-1 „Pinocchio“ eingesetzt. Gemäß dem Genfer Protokoll III über Brandwaffen von 1980 ist der Einsatz eines solchen Systems in der Nähe von ziviler Infrastruktur oder gar Zivilisten verboten.

## Folgen
Die Ukraine musste das Gebiet Debalzewe den regierungsfeindlichen Truppen überlassen, die nun über eine direkte Bahnverbindung zwischen den Städten Donezk und Luhansk verfügen und das von ihnen beanspruchte Gebiet auf Kosten der Ukraine erweitert haben. 
Die Städte Debalzewe und Wuhlehirsk wurden weitgehend zerstört. Bei den Kämpfen starben auf Seite der Ukrainer nach offiziellen Angaben 179 Soldaten, 81 sind noch vermisst und 110 gerieten in Gefangenschaft. Gemäß russischen Oppositionellen um Boris Nemzow sollen in Debalzewe u. a. 70 Russen, die formal ihren Austritt aus der Armee erklärt hatten, gefallen sein, davon 17 aus einer Fallschirmjäger-Einheit aus Iwanowo.